# Яблунівська сільська рада (Баришівський район)
| Яблунівська сільська рада — колишній орган місцевого самоврядування у Баришівському районі Київської області з адміністративним центром у с. Яблуневе. Історична дата утворення: в 1979 році. Сільській раді підпорядковані населені пункти: - с. Яблуневе - с. Дубове - с. Григорівка - с. Хмельовик |

## Склад ради
Рада складається з 16 депутатів та голови.

### Керівний склад ради
| ПІБ                        | Основні відомості                                            | Дата обрання | Дата звільнення |
| -------------------------- | ------------------------------------------------------------ | ------------ | --------------- |
| Сеничак Наталія Олексіївна | Сільський голова, 1966 року народження, освіта, позапартійна | 26.03.2006   | 31.10.2010      |
| Сеничак Наталія Олексіївна | Сільський голова, 1966 року народження, освіта вища          | 31.10.2010   |                 |

Примітка: таблиця складена за даними джерела

## Населення
Згідно з переписом УРСР 1989 року чисельність наявного населення села становила 1852 особи, з яких 821 чоловік та 1031 жінка.
За переписом населення України 2001 року в селі мешкало 1600 осіб.

### Мова
Розподіл населення за рідною мовою за даними перепису 2001 року:
| Мова       | Відсоток |
| ---------- | -------- |
| українська | 93,98 %  |
| вірменська | 3,54 %   |
| російська  | 2,11 %   |
| польська   | 0,19 %   |
| білоруська | 0,12 %   |